# Goldmann Ernő
Goldmann Ernő (Náchod, Csehország, 1862. – Berlin, 1932. februárja) zsidó származású magyar építész.

## Élete
Életéről kevés adat ismert. Zsidó származású családban született. A századforduló idején működött, és több eklektikus (elsősorban neobarokk) stílusú budapesti bérház tervezése, illetve kivitelezése fűződik a nevéhez. Némely épületét Sziklai Zsigmonddal közösen tervezte és készítette el. Az 1890 és 1893 közötti együttműködés után Goldmann egyedül tervezett épületeket.
Goldmann az 1890-es években Budapest legfoglalkoztatottabb építészei közé tartozott, aki egész utcasorokat épített, s egy évtized alatt mintegy 110 nagy bérpalotát emelt.
Az 1890-es évek utáni tevékenységéről gyérek a források. Nem sokkal azután hunyt el 1932-ben, 70 éves korában fiánál, Berlinben, hogy felesége öngyilkos lett.

### Családja
Felesége Kober Róza (Brünn, 1870. szeptember 8. – Budapest, 1931. április 2.) volt, aki hosszú betegség után öngyilkos lett. A Kozma utcai izraelita temetőben (7-10-7) helyezték nyugalomra.

## Ismert épületei

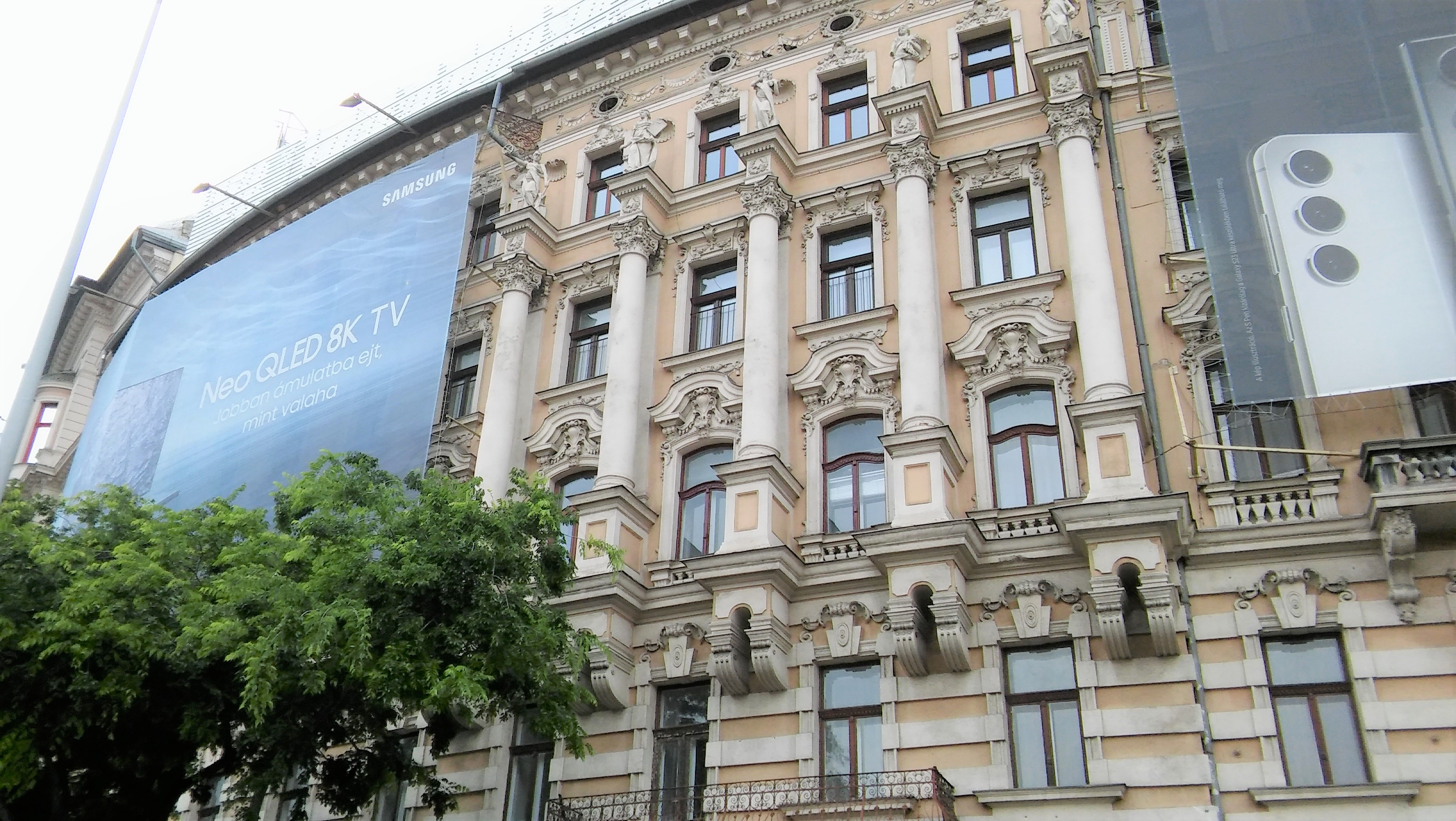
Váci út 2. / Nyugati tér 4. (feltételezett szerzőség)

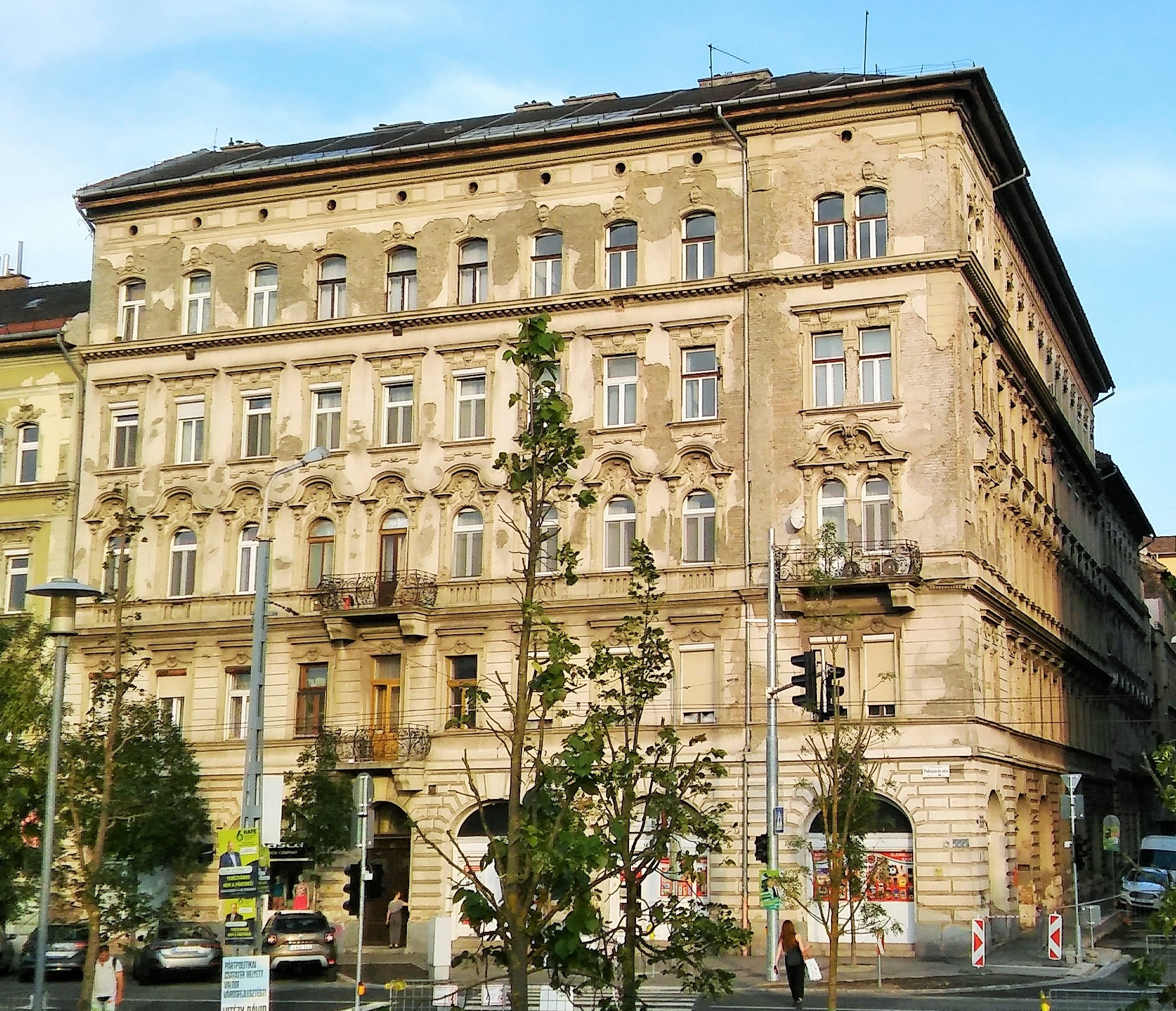
Podmaniczky u. 61.

- 1890: Fusch-bérház, Budapest, Dembinszky u. 4.[17]
- 1890–1891: Feledi-bérház, Budapest, Váci út 2. / Nyugati tér 4. (feltételezett szerzőség)[18][19]
- 1895: Brill–Widder-bérház, Budapest, Podmaniczky u. 61.[20][21]
- 1894/1896–1897: Arányi-bérház, Budapest, Hevesi Sándor tér 1.[22][23][24]
- 1897: Csillag-bérház, Budapest, Alkotmány u. 25.[25]
- 1897: Horovitz-bérház, Budapest, Izabella u. 67.[26]
- 1896–1897: Gruber-bérház, Budapest, Király u. 87.[27][28]
- 1897–1898: Horovitz-bérház, Budapest, Izabella u. 67.[29]
- 1898: Csillag-palota, Budapest, Alkotmány u. 25.[30][31]

### Sziklai Zsigmonddalközös munkák
- 1890: Sziklai–Goldmann-bérház, Budapest, Rottenbiller u. 29/a.[32]
- 1890: Sziklai–Goldmann-bérház, Budapest, Rottenbiller u. 29/b.[33]
- 1890: Sziklai–Goldmann-bérház, Budapest, Rottenbiller u. 27.[34]
- 1890–1891: Feledi-bérház, Budapest, Vörösmarty u. 3/a.[35][36]
- 1891: Feledi-bérház, Budapest, Vörösmarty u. 3/b.[37][38]
- 1892: bérház, Budapest, Dembinszky u. 19.[39][40]
- 1893: bérház, Budapest, Erzsébet körút 5.[41]